# Whiterocks (Utah)
Pour les articles homonymes, voir Duchesne.
Le Whiterocks est un lieu census-designated place situé dans comté de Uintah, dans l’Utah, aux États-Unis. 
Ce fut un poste de traite fondé par les trappeurs et coureurs des bois en 1832.

## Géographie
Whiterocks est situé près de la confluence de la rivière Uinta et de la rivière Whiterocks. Whiterocks est situé à une trentaine de kilomètres de Vernal, chef-lieu du comté de Uintah, à une vingtaine de kilomètres au nord de fort Duchesne et à une cinquantaine de kilomètres au nord-est de Duchesne

## Histoire
Whiterocks fut d'abord un poste de traite édifié en 1832 par des trappeurs canadiens français et Franco-louisianais venus de la ville de Saint-Louis. Il y avait parmi eux, Guillaume Roseau, alias "Toopeechee" Reed, Jim Reed, Denis Julien et Auguste Archambeaux. Le lieu de "La Roche Blanche" le long du cours d'eau fut choisi car il se situait sur l'ancienne piste espagnole, dénommée Old Spanish Trail ou Viejo Sendero Español. La traite de la fourrure était très développée entre les coureurs des bois, trappeurs et explorateurs d'une part et les tribus amérindiennes, ici celle de la Nation Utes. La même année, Kit Carson établit un poste de traite portant son patronyme dans la même région.
Peu de temps après, le trappeur et négociant Antoine Robidoux racheta leur poste de traite, puis déplaça ce poste de traite de quelques lieux et le fortifia en fortin, les années suivantes, pour le transformer en fort Robidoux.
Depuis la fin de la traite de la fourrure, dans la seconde moitié du XIXe siècle, les Amérindiens prirent possession du poste de traite. Aujourd'hui la population est composée à 94% d'Amérindiens.